# GLP 舞洲 II
GLP 舞洲 IIは、大阪市此花区（舞洲）に存在していた大型物流施設である。旧称はプロロジスパーク舞洲2（プロロジスパークまいしまツー）。

## 概要
ロジスティード株式会社に賃貸されており、ロジスティード西日本の舞洲営業所となっている。
プロロジスによりBTS型施設（ビルド・トゥ・スーツ型、特定顧客向け）のプロロジスパーク舞洲2として建設された。その後、GLPの傘下となり、名称はGLP 舞洲 IIになっている。
所有者（信託受託者）は舞洲2ロジスティック特定目的会社だったが、GLP投資法人が2013年1月4日に8,970百万円で取得している。

## 放火事件とそれによる閉鎖・再開発
2021年11月29日、日立物流（現・ロジスティード）西日本舞洲営業所に勤務していた派遣社員の当時19歳の男が施設の1階にあった段ボールパレットに火をつけ、火災に発展した。発生から5日経った12月4日に鎮火し、大阪市消防局によると倉庫の7割程度に相当する約38,700m2が焼損した。その後の施工会社による調査で、仮に修繕工事を施しても現状の建物を継続して使うことができないと判明したため、施設を運営していたGLPジャパン・アドバイザーズは当施設を解体し、その跡地で再開発を行うことを検討している。
男は2022年1月15日に現住建造物等放火の疑いで逮捕され、同年11月14日、大阪地方裁判所にて懲役12年の判決を言い渡された。
GLP投資法人は、再開発を進めることとし、2023年（令和5年）11月に解体が完了した。

## 諸元
- 所在地：大阪府大阪市此花区北港緑地2丁目1番92号
- 敷地面積：24,783m2（約7,497坪）
- 延床面積：56,511m2（約17,095坪）
- 構造：鉄骨鉄筋コンクリート造（SRC造）、地上6階建（倉庫部分5層）
- 着工日：2006年3月6日
- 竣工日：2006年11月2日
- 交通：阪神高速5号湾岸線 湾岸舞洲出入口から約1.8km